# تل عرفان
تل عرفان قرية سورية تتبع اداريا إلى محافظة الحسكة حيث تبعد 26 كم غرب مدينة الحسكة.

## تاريخ
تم وضع حجر الأساس من قبل الشيخ محمد مطاع الخزنوي عام 1428هـ الموافق 2007م، وسميت هذه القرية بهذا الاسم اشتقاقاً من المعرفة والشكر، وله أصل في مصطلحات الصوفية فكأنه يشير إلى العلم والمعرفة بالله وإلى الاعتراف بفضل الله العلي القدير ومنّه وكرمه.